# Fuzil Krnka
O Krnka (em Russo Винтовка Крнка́) é um fuzil desenvolvido pelo armeiro tcheco Sylvester Krnka em 1867 para o exército Russo. Entrou em serviço em 1869, sendo retirado em 1880. É um fuzil de retrocarga de tiro único, resultante da conversão de mosquetes de ante-carga (carregamento pela boca), assim como os contemporâneos Snider-Enfield inglês e Tabatière francês.

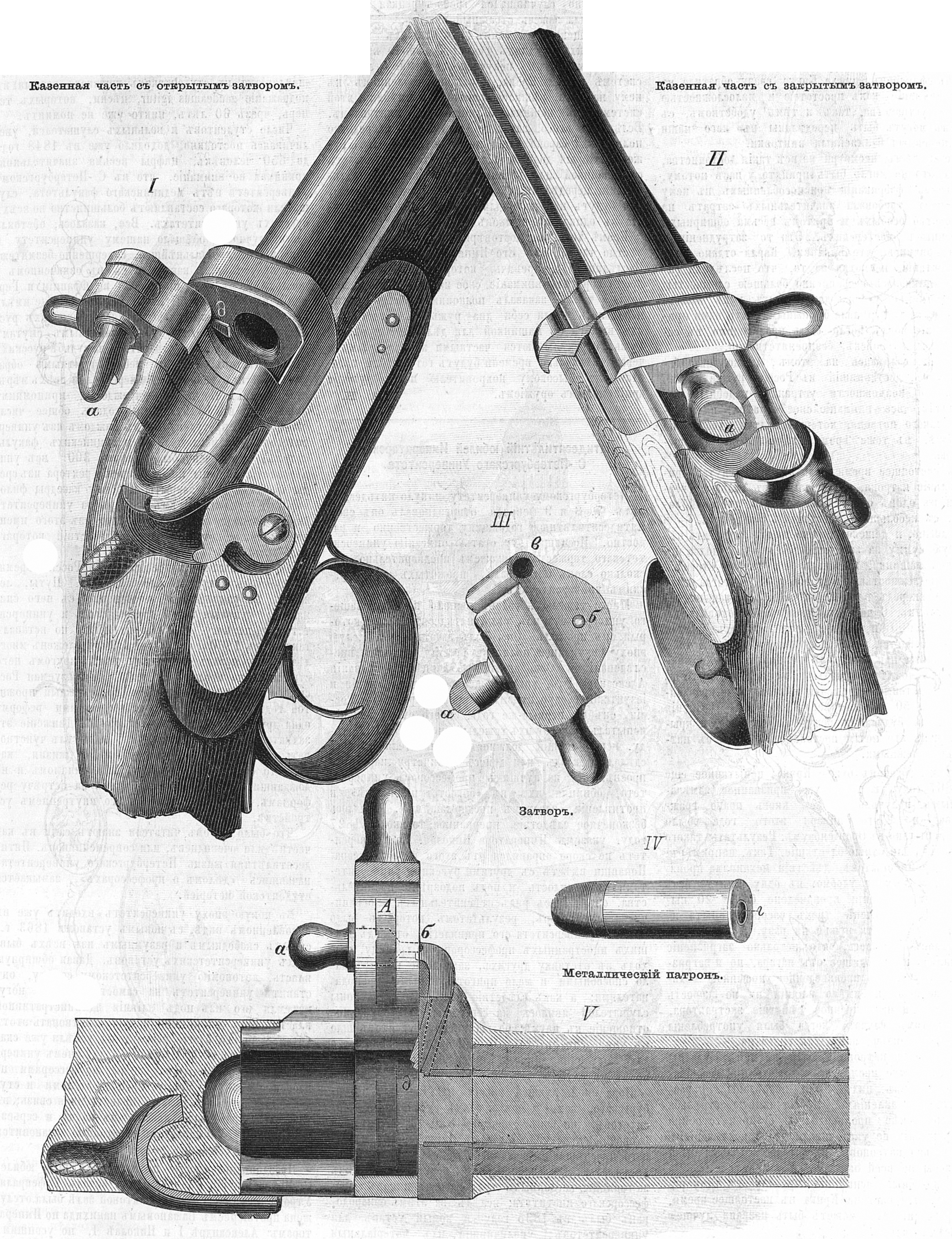
O projeto rifle